# Glücksbringer
Ein Glücksbringer oder Glückssymbol ist ein Gegenstand (Stein oder Schmuckanhänger), eine Pflanze oder Teile davon, ein Mensch oder ein Tier, dem abergläubische Menschen glückbringende Kräfte nachsagen. Ein Glücksbringer ist meist mit einem Amulett oder Talisman zu vergleichen und soll zu Glück, Wohlstand, Gesundheit und einem langen Leben verhelfen sowie Böses fernhalten. Meist aufgrund der geschichtlichen Vergangenheit oder aufgrund einer Sage wird ein Lebewesen oder Gegenstand als Glücksbringer angesehen; auch der Überbringer einer guten Nachricht wird als solcher bezeichnet.
Ambivalent ist das Verhältnis des Glückbringers zum eher ideellen Glückssymbol – um daraus einen Glücksbringer zu machen, bedarf es eigentlich nur einer entsprechend „anfassbarenen“ Ausformung bzw. Darstellung. Umgekehrt kann schon der Gedanke daran aus ihm (wieder) ein Glückssymbol entstehen lassen. Es kommt also auf die individuelle Sichtweise an.

## Verschiedene Glücksbringer

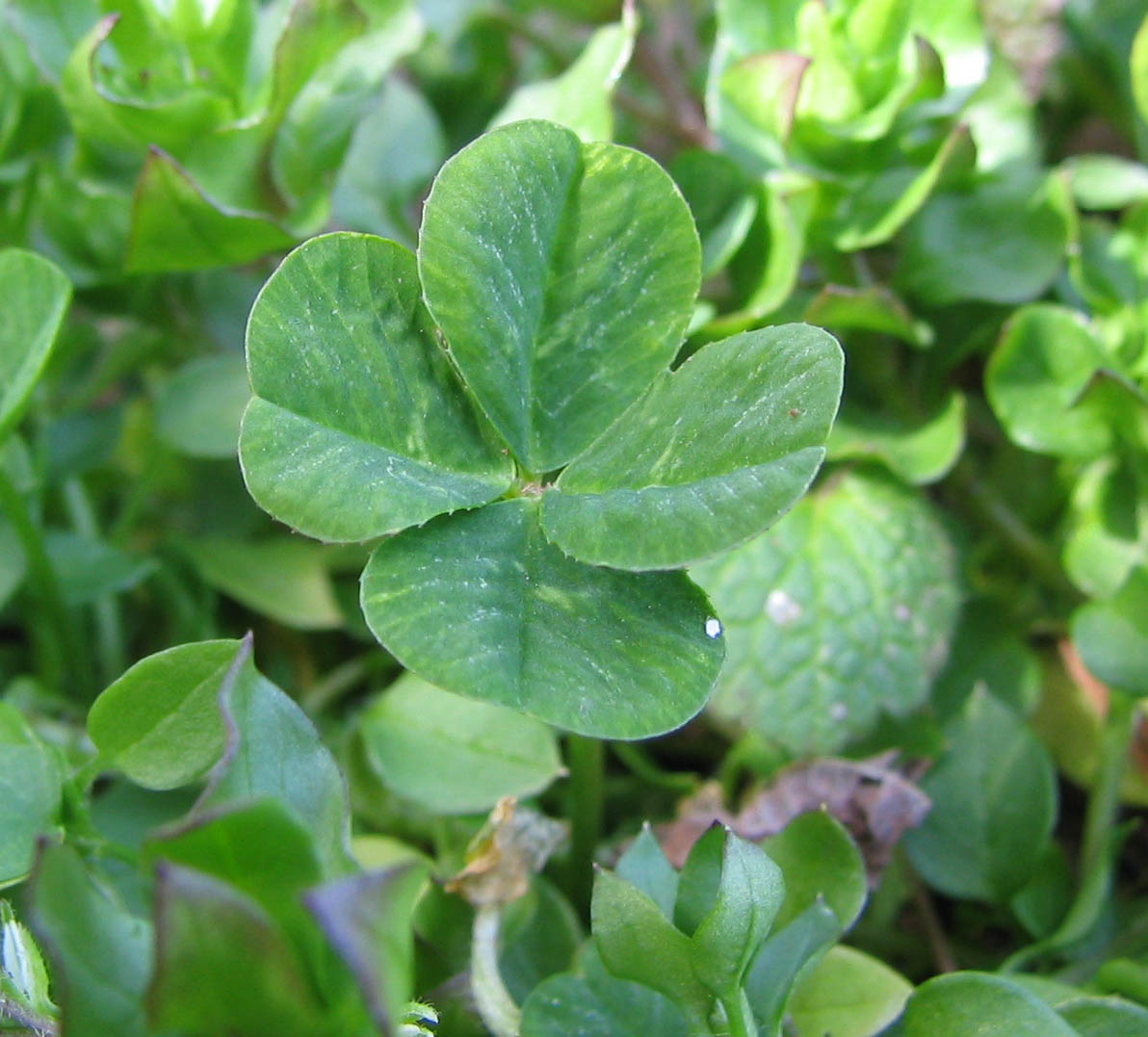
Vierblättriges Kleeblatt

### Vierblättriges Kleeblatt
Da vierblättrige Blätter des Klees (oder Sauerklees) in der Natur nur sehr selten sind (Mutationen), braucht es einiges an Glück, um ein solches Kleeblatt zu finden. Hierbei ist es angeblich wichtig, dass das Kleeblatt zufällig gefunden wurde und nicht gezüchtet ist. (Gezüchtete Kleeblätter dagegen sollen wiederum das Pech anziehen.) Auf Reisen mitgeführt, schützt das Kleeblatt den Träger vor Unglück, näht man es in die Kleidung ein, soll es vor dem Bösen schützen.
Die Legende dazu lautet folgendermaßen: Die biblische Gestalt Eva nahm ein vierblättriges Kleeblatt als Andenken aus dem Paradies mit. So heißt es, dass der Besitzer eines vierblättrigen Kleeblattes ein Stück vom Paradies besitzt.
Meist gibt man sich aber mangels Finderglücks mit dem Glückssymbol als solches – auf Pappe, Papier oder virtuell (zum Beispiel Website) – oder einem entsprechend geformten Schmuckanhänger (besonders für Kinder) zufrieden. Ein echtes, natürlich gewachsenes Kleeblatt besitzen oder kennen heute die wenigsten, außer als Züchtung vom Gärtner.
Berichten zufolge gibt es Sammler, die mehrere tausend vierblättrige Kleeblätter gefunden haben.

### Glückspfennig

Slowenisches 1-Cent-Stück

Der Glückspfennig ist ein Symbol für Reichtum. Indem man ihn – physisch wie symbolisch – verschenkt, wünscht man dem Empfänger, dass ihm niemals das Geld ausgehen möge.
Geschichtlicher Hintergrund: Der Glückspfennig wird oftmals als kleinere Ausgabe des goldenen Tauftalers oder des Weihgroschens angesehen, der in früheren Jahrhunderten – in der Hoffnung, Hexen zu vertreiben – an die Stalltür genagelt oder stets mitgeführt wurde. Aufgrund der aktuellen Situation tritt nun das 1-Cent-Stück an seine Stelle. Da die slowenische 1-Cent-Münze ein Storchenmotiv trägt, ist sie zunehmend als Geschenk zur Schwangerschaft oder Geburt eines Kindes beliebt.

### Marienkäfer
Der Marienkäfer gilt als Himmelsbote der Mutter Gottes. Er soll die Kinder beschützen und die Kranken heilen, wenn er ihnen zufliegt. Man darf ihn jedoch niemals abschütteln oder gar töten, weil man sonst das Unglück anzieht.
Marienkäfer sind ein beliebtes Motiv auf Glückwunschkarten und Briefmarken und in der Kunst. Auch der Name Marienkäfer weist hierauf hin: Wegen ihrer Nützlichkeit für die Landwirtschaft glaubten die Bauern, dass die Käfer ein Geschenk der Maria (Mutter Jesu) seien und benannten sie nach dieser. Der Siebenpunkt-Marienkäfer wird in Schweden „Marias Schlüsselmagd“ genannt. Die sieben Punkte sollen sich auf die sieben Tugenden der heiligen Maria beziehen. Es gab und gibt wahre Marienkäferkulte, die vor allem religiös begründet waren.

### Fliegenpilz
Eigentlich giftig, ist auch nicht (mehr) der physische Besitz eines Fliegenpilzes gewünscht, sondern das darin gesehene Glückssymbol.
Die genaue Ableitung dieses sehr beliebten Symbols ist nicht bekannt. Vermutlich aufgrund seiner psychoaktiven Wirkung wird der Fliegenpilz seit jeher mit Zauberei in Verbindung gebracht; vermutlich trägt aber auch sein extravagantes Aussehen zu seiner Popularität als Glücksbringer bei.

### Hasenpfote
Die Pfote eines Hasen gilt als glückbringender Talisman, jedoch muss es sich um eine echte Hasenpfote handeln.

### Hufeisen

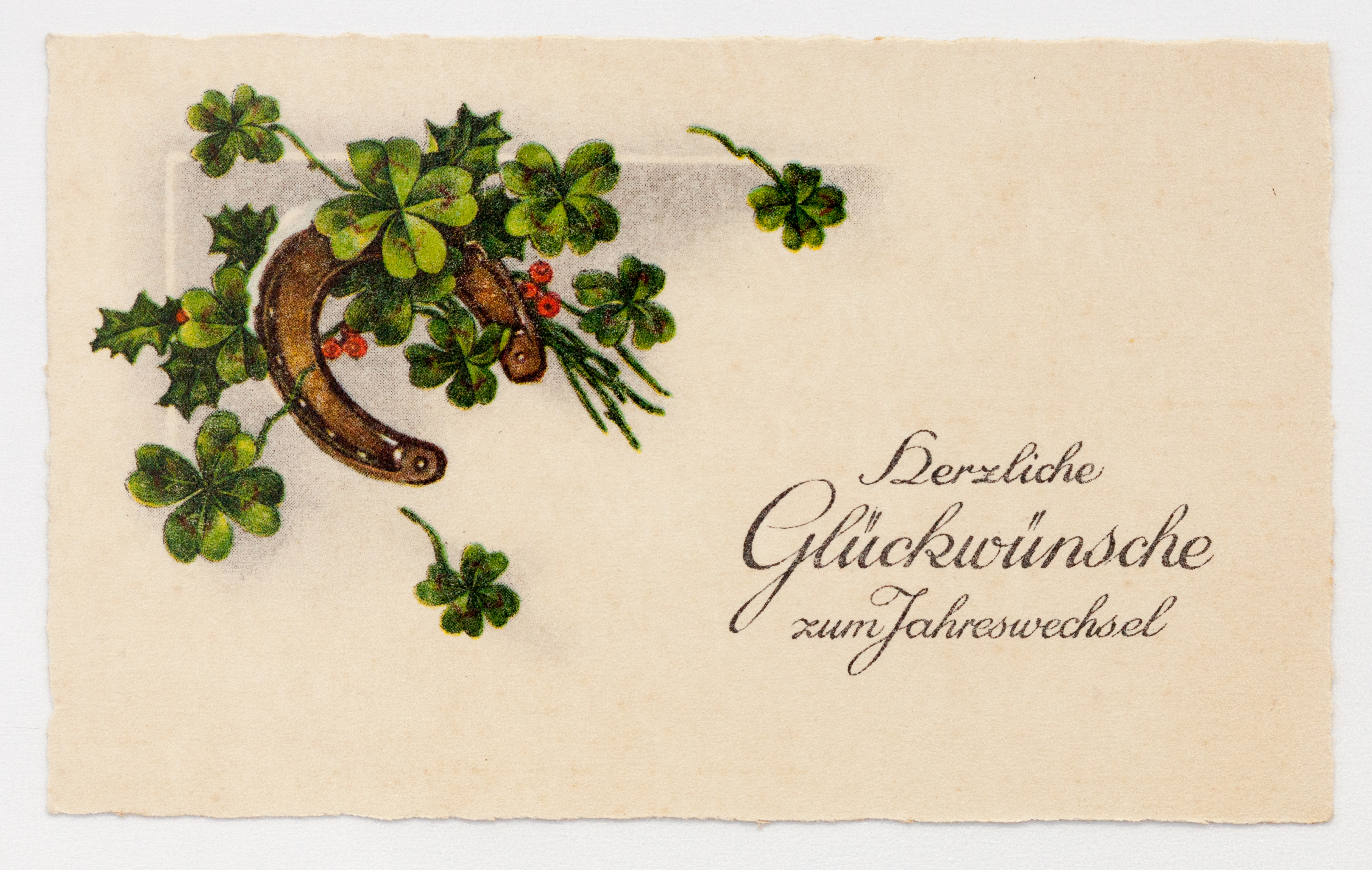
Neujahrskarte mit vierblättrigem Klee und Hufeisen (1944)

Da das Pferd von jeher als ein Symbol für Stärke und Kraft und daher als edles und wertvolles Tier angesehen wurde, galt das Hufeisen, welches das Tier schützte, ebenfalls als Glücksbringer. Nachdem das Pferdebeschlagen von den Römern erfunden worden war, entwickelte sich das Hufeisen bei fast allen Völkern zu einem Glücksbringer, da es das wertvolle Pferd schützte. Besonders das Finden eines Hufeisen brachte den Bauern damals Glück.
Früher wurde oft ein Hufeisen an dem Mast eines Schiffes befestigt, um eine sichere Fahrt zu garantieren. An einem Türbalken befestigt soll es das Haus und den Hof beschützen und Fremden bzw. bösen Geistern den Zugang verwehren. An einem Nagel über der Tür aufgehängt soll das Hufeisen dem Teufel auf den Kopf fallen, wenn er in Menschengestalt das Haus betreten will.
Zur Ausrichtung des Hufeisens gibt es mehrere Versionen, einerseits gilt ein nach oben offenes Eisen als Symbol für die Teufelshörner, andererseits auch als glücksfangender Brunnen. Nach unten geöffnet gibt es jedoch die Vorstellung, das Glück könne "herausfallen". Ein nach rechts offenes Hufeisen stellt ein C für "Christus" dar.

### Glücksschwein

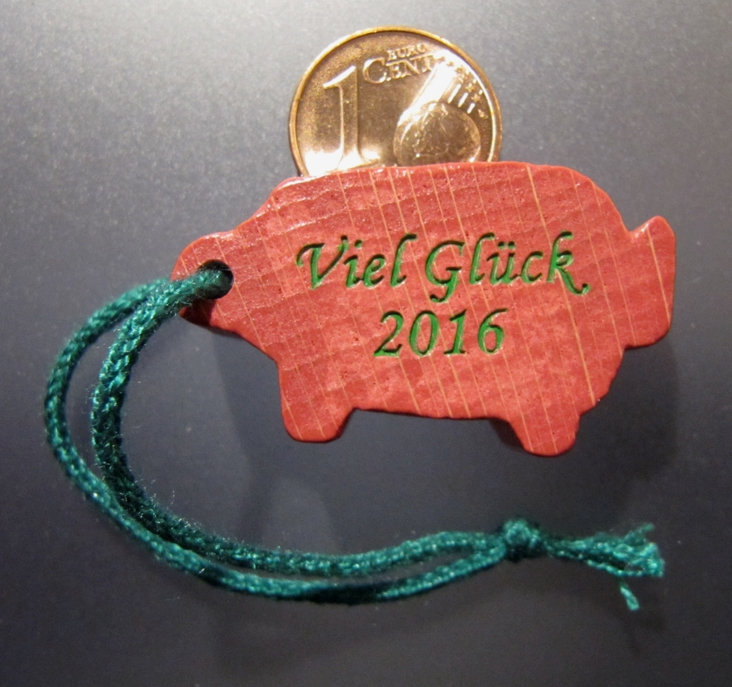
Glücksbringer: Glücksschwein und 1-Cent-Münze (Neujahr 2016)

Für die germanischen Völker war der Eber ein heiliges Tier. Der Wagen des Gottes Freyr wird vom Eber Gullinborsti gezogen. Das Schwein ist deshalb ein Zeichen für Wohlstand und Reichtum, da es als Symbol der Fruchtbarkeit und Stärke gilt. Darüber hinaus galt bei den Griechen und Römern derjenige als privilegiert, der über viele Schweine und somit letztendlich auch Nahrung verfügte. Meist wird aber – besonders zu Silvester – kein lebendes Ferkel verschenkt, sondern symbolisch eine Nachbildung, meist aus Marzipan. Kombiniert wird das Schwein oft mit einem Schornsteinfeger als Reiter und einem Glückspfennig oder vierblättrigem Kleeblatt im Maul. „Schwein haben“ ist eine Redensart und bedeutet „Glück haben“.
In osteuropäischen Ländern wie der Ukraine verbindet man mit dem Schwein hingegen etwas Negatives. Juden und Muslimen gilt es als „unrein“, es bestehen religiöse Verbote für den Verzehr.

### Mistel
Misteln schützen nach dem deutschen Volksglauben vor Hexen. Sie wurden in Häusern und Ställen aufgehängt, um Mensch und Vieh zu bewahren. Auch wurden diesem Gewächs Heilkräfte nachgesagt.

Ein Kuss zweier Liebender unter einem Mistelzweig gilt als gutes Omen für eine baldige Hochzeit des Paares.

### Schornsteinfeger

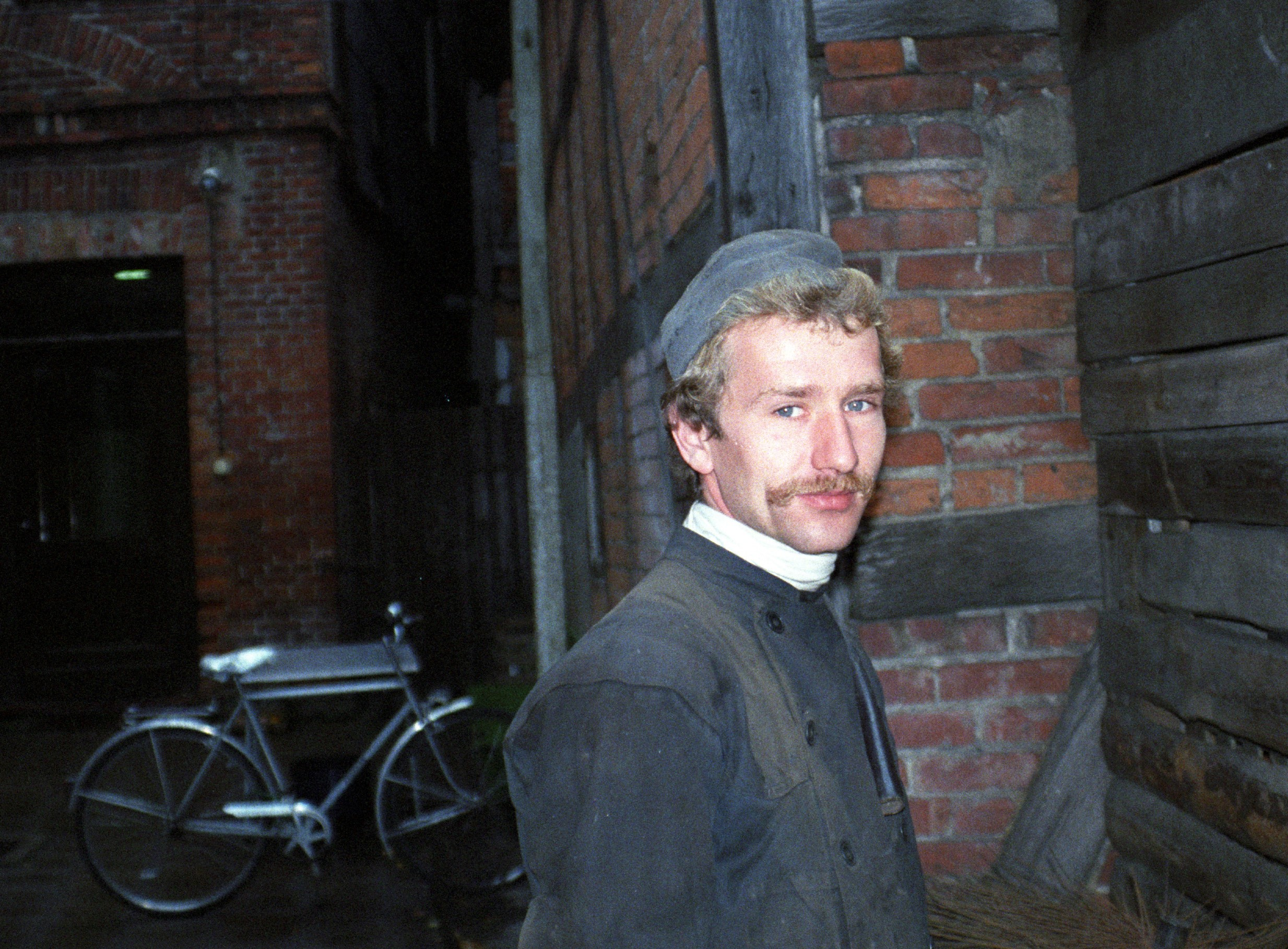
Glücksbringer Schornsteinfeger

Wenn der Schornstein verstopft war oder schlecht zog, konnte früher das Essen nicht mehr zubereitet werden und es wurde kalt im Haus. Der Schornsteinfeger säuberte den Schornstein und es war wieder möglich, zu kochen und zu heizen. Ferner hatte die regelmäßige Reinigung des Schornsteins den Vorteil, dass sich der angestaute Ruß nicht so schnell entzündete und es nicht zum Kaminbrand oder Hausbrand kam. Der Schornsteinfeger verschaffte also Abhilfe vor Ungemach oder bewahrte vor Gefahr. So brachte er das „Glück“ ins Haus. Heute soll es auch Glück bringen, einen Schornsteinfeger zu berühren oder den goldenen Knopf (ersatzweise die Jacke) anzufassen.

### Kothaufen
Ein Kothaufen gilt in Frankreich als Glücksbringer. Vor einem Bühnenauftritt oder vor einem Examen wird Schauspielern oder Prüflingen als Ermutigung „merde“ zugerufen. Dieser Usus geht vermutlich auf die Theaterwelt zur Zeit der Pferdekutschen zurück. Einem Schauspieler Kot zu wünschen, bedeutet zu erhoffen, dass viele Kutschen vor dem Theater halten werden, um Zuschauer abzusetzen. Viele Pferdekutschen hinterlassen folglich viele Kothaufen. Außerdem bedeutet es im französischen Volksglauben Glück, mit dem linken Fuß in einen Kothaufen zu treten.

### Fatimas Hand
Besonders im arabisch/islamischen Raum ist die Hand der Fatima ein beliebtes Symbol und Vorlage für zahllose Schmuckanhänger.

### Chan Chu (China)

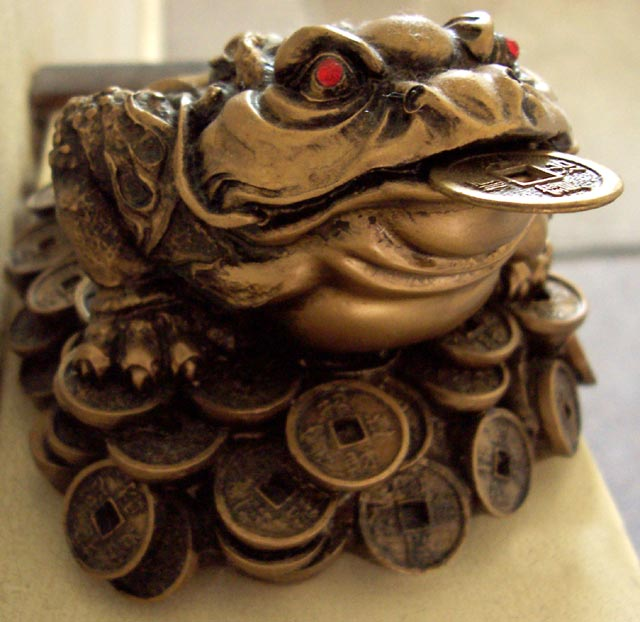
Chan-Chu-Figur

Der Chan Chu ist ein dreibeiniger chinesischer Ochsenfrosch mit roten Augen, der auf einem Nest aus Münzen sitzt und eine weitere Münze im Maul hält. Er soll nach chinesischer Tradition Glück und Reichtum bescheren und diesen auch beschützen. Er wird zu Hause vor der Eingangstür mit Blick nach innen aufgestellt, ohne den Boden zu berühren.

### Maneki Neko (Japan)
Maneki Neko wird eine kleine Porzellan-Katze genannt, die mit einer Pfote winkt und Glück und Wohlstand garantieren soll. Winkt sie mit rechts, so bedeutet das Wohlstand. Winkt sie mit der linken Pfote, so bedeutet das Glück. Sie soll dabei die Leute von der Straße hereinwinken und somit auch das Glück.

### Daruma (Japan)
Daruma ist eine Figur aus Pappmaché, die den buddhistischen Mönch Bodhidharma darstellt. Der Glücksbringer soll helfen, Wünsche zu erfüllen.

### Vier Affen (Japan)
Siehe Drei Affen

### Horn (Neapel)
Das Horn (corno, cornicello) ist ein Glücksbringer in Form einer Peperonischote, der gegen den bösen Blick helfen soll. Er war bereits im alten Pompeji üblich.

### Lucky Feet (Indien)
Aufkleber mit kleinen Fußabdrücken heißen insbesondere im Norden Indiens auf vielen Türschwellen die Besucher willkommen. Die Spuren gehören der hinduistischen Göttin Lakshmi und sollen Glück, Reichtum und Harmonie schenken.

### Tibetische Glückssymbole
Die acht tibetischen Glückssymbole, die in mehreren indischen Religionen (u. a. Buddhismus, Hinduismus und Jainismus) auch in Indien und China verbreitet sind, sind:
- Fische
- Schirm
- Muschel
- Endlosknoten
- Rad
- Lotosblume
- Vase
- Fahne

### Skarabäus (Altes Ägypten und weitere Länder der Antike)
Im Alten Ägypten war der Skarabäus, ein Stein in Form eines Käfers, ein gängiger Glücksbringer. Skarabäen wurden auch in phönizischen und punischen Gräbern gefunden, waren also wohl über Ägypten hinaus verbreitet.

### Swastika

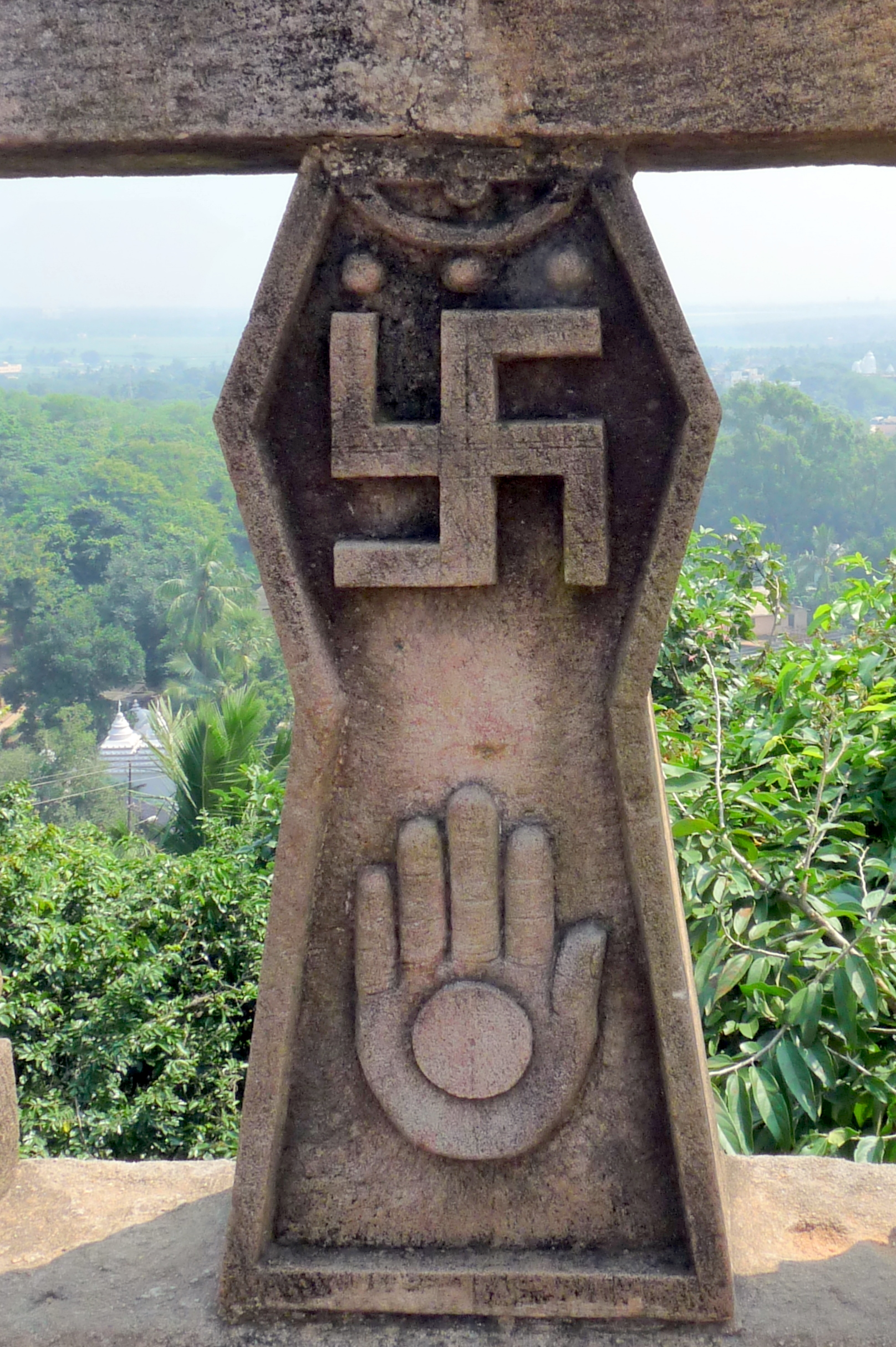
Jaina-Kombinationssymbol aus Swastika und erhobener Hand, die auffordert, an das Prinzip der Gewaltlosigkeit (Ahimsa) zu denken, in einem Umriss, der das Universum symbolisiert. Höhlen von Udayagiri und Khandagiri in Indien

Im Hinduismus, Buddhismus und Jainismus ist die Swastika ein weit verbreitetes Glückssymbol.

### Würfel (Spielwürfel)
Der Würfel repräsentiert das Schicksal und die unvorhersehbaren Seiten des Lebens.
Nicht nur beim Glücksspiel soll der Würfel Glück bringen, sondern auch als Geschenk zum Neujahrsgruß wird er gerne zur Symbolisierung des Glücks verwendet.
Der Fuzzy Dice im Auto soll den Insassen Glück bei der Fahrt bescheren.

## Unglücksbringer
Ebenfalls im Volksglauben verwurzelt sind Unglücksbringer, die angeblich Unheil heraufbeschwören. Ein Beispiel dafür ist die schwarze Katze, der nachgesagt wird, der Teufel würde in ihr wohnen. Noch heute gelten schwarze Katzen und Hunde in Tierheimen als schwer vermittelbar, da ihnen eine erhöhte Aggressivität unterstellt wird. Verbreitet sind Handlungen, die Unglück verursachen sollen. Hier lässt sich das Zerbrechen eines Spiegels, das Durchgehen unter einer Leiter oder das Verschütten von Salz nennen. Häufig gibt es zum Unglücksbringer  ein passendes Gegenmittel, z. B. das verschüttete Salz über die Schulter werfen.